# HPI (模型メーカー)
HPI（エイチピーアイ、Hobby Products International）は、ラジオコントロールモデル（ラジコン）を研究・販売する模型メーカーである。本社はアメリカ合衆国カリフォルニア州。
1986年設立、関連会社として静岡県浜松市に株式会社エイチ・ピー・アイ・ジャパン、イギリスにHPI Europeがある。
自動車と飛行機のラジオコントロールモデルを販売している。レース用の自動車モデルは、各種大会で国際的に活躍している。
2016年10月21日に社名を株式会社ソーカルモデルカーズジャパンに変更した。HPIブランド製品の業販は終了。

## 主な商品

### 自動車

#### エンジンを動力とするモデル（GP）

##### オフロードモデル
- サベージシリーズ
- バハファイブシリーズ
- ナイトロMT2シリーズ

#### モーターを動力とするモデル（EP）

##### オフロードモデル
- サイクロンD4(1/10競技用バギー)

##### オンロードモデル
- サイクロン(1/10競技用ツーリングカー)、E10シリーズ(入門、ドリフト向けモデル)
- サイクロン12(1/12競技用レーシングカー)

### 飛行機
- 456MBシリーズ

## ホットボディーズ
RCカーワールドチャンピオン原篤志を始めとするHPIのワークスチーム。
2002年ISTCクラスワールドチャンピオンスリカーン・チャイダスリア、2006年同クラスワールドチャンピオンアンディ・ムーア等が所属しており、世界各地のレースに参戦し、常に好成績を収めている。